# Karl Foerster
Pour les articles homonymes, voir Foerster.
Karl Foerster (9 mars 1874-27 novembre 1970) est un jardinier, pépiniériste, écrivain et philosophe du jardin allemand.
Karl Foerster contribue à populariser l'utilisation des pelouses dans la conception des jardins.